# Jaagpad (Amsterdam)
Het Amsterdamse Jaagpad is een restant van de oude trekschuit-route tussen Amsterdam en Leiden.
Dit jaagpad ligt langs een deel van de Schinkel (vanaf Sloterkade/Rijnsburgstraat) en de Nieuwe Meer.
Voor 1921 hoorde dit gebied tot de gemeente Sloten.
Van oudsher was het Jaagpad een geliefde wandelroute voor Amsterdammers. Bij de Riekerhaven ligt een ophaalbrug naar ontwerp van Piet Kramer. Een deel van het Jaagpad is voetpad, maar het merendeel kan ook befietst worden. Over de Nieuwe Meersluis of Schinkelsluis ligt de verbinding met het IJsbaanpad. Langs de Schinkel liggen vele woonarken.
Ten noorden van de Nieuwe Meer ligt langs het Jaagpad het Tuinpark Ons Buiten, maar zijn afgescheiden door een bosrijke strook waardoor een voetpad met brug 1859. Het pad eindigt nu ten westen van dit tuinpark, bij de Riekerweg. Tot de jaren vijftig liep het pad verder door tot aan de Ringvaart van de Haarlemmermeerpolder, maar door de vergraving van de Riekerpolder voor de zandwinning werd de Nieuwe Meer sterk uitgebreid aan de noordkant, waardoor het Jaagpad aldaar verdween.

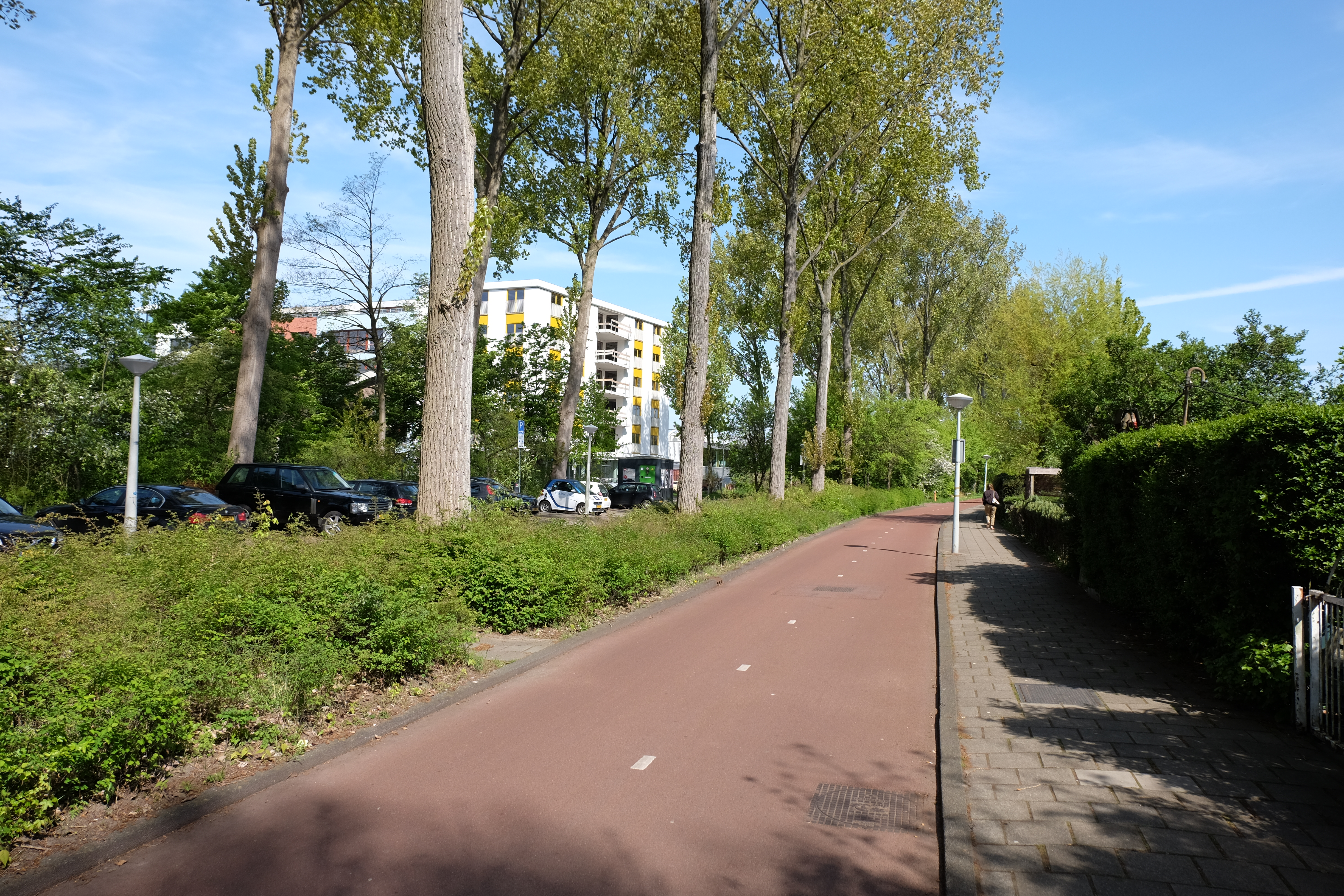
Fietspad ter hoogte van nummer 39
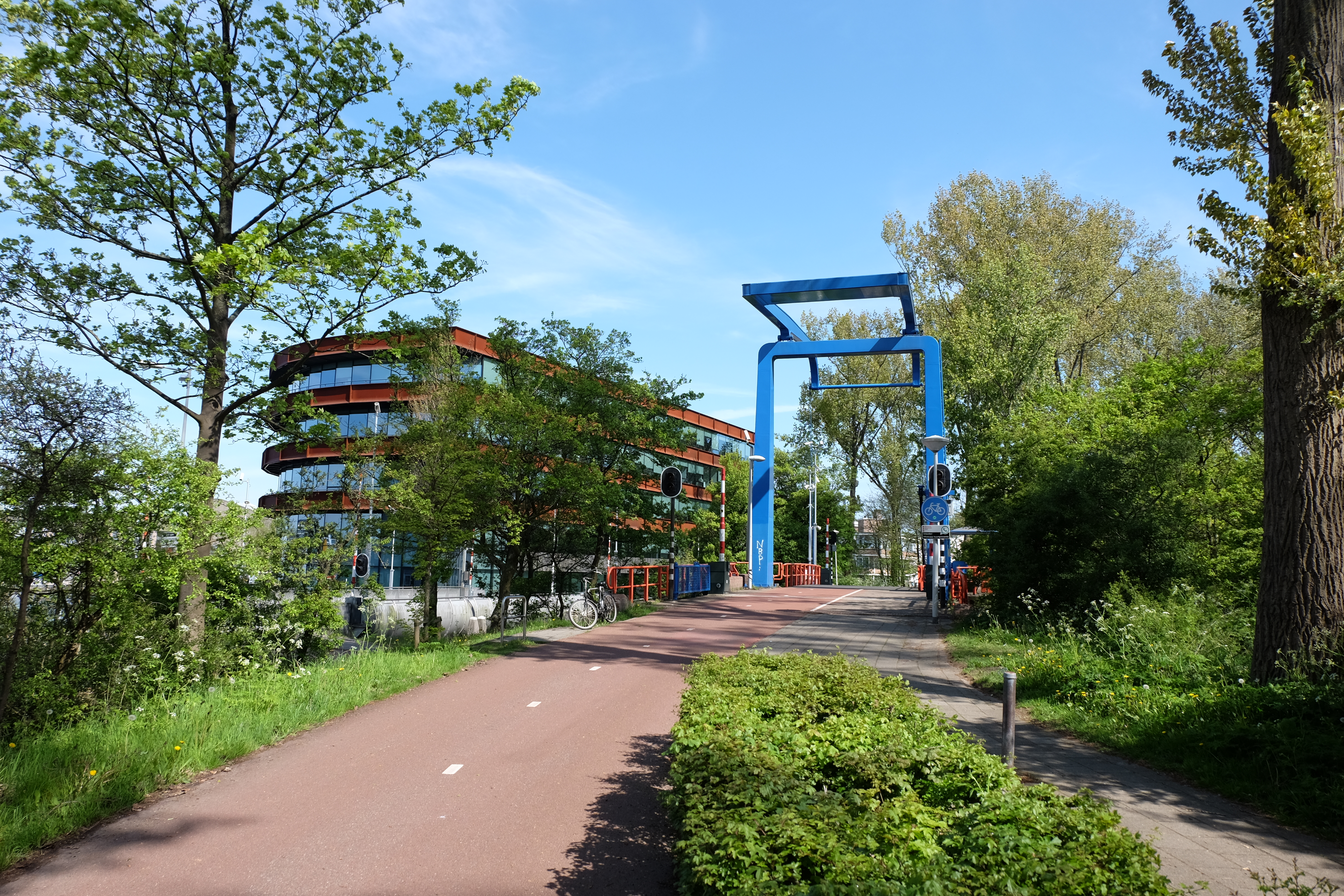
Voor Brug 307
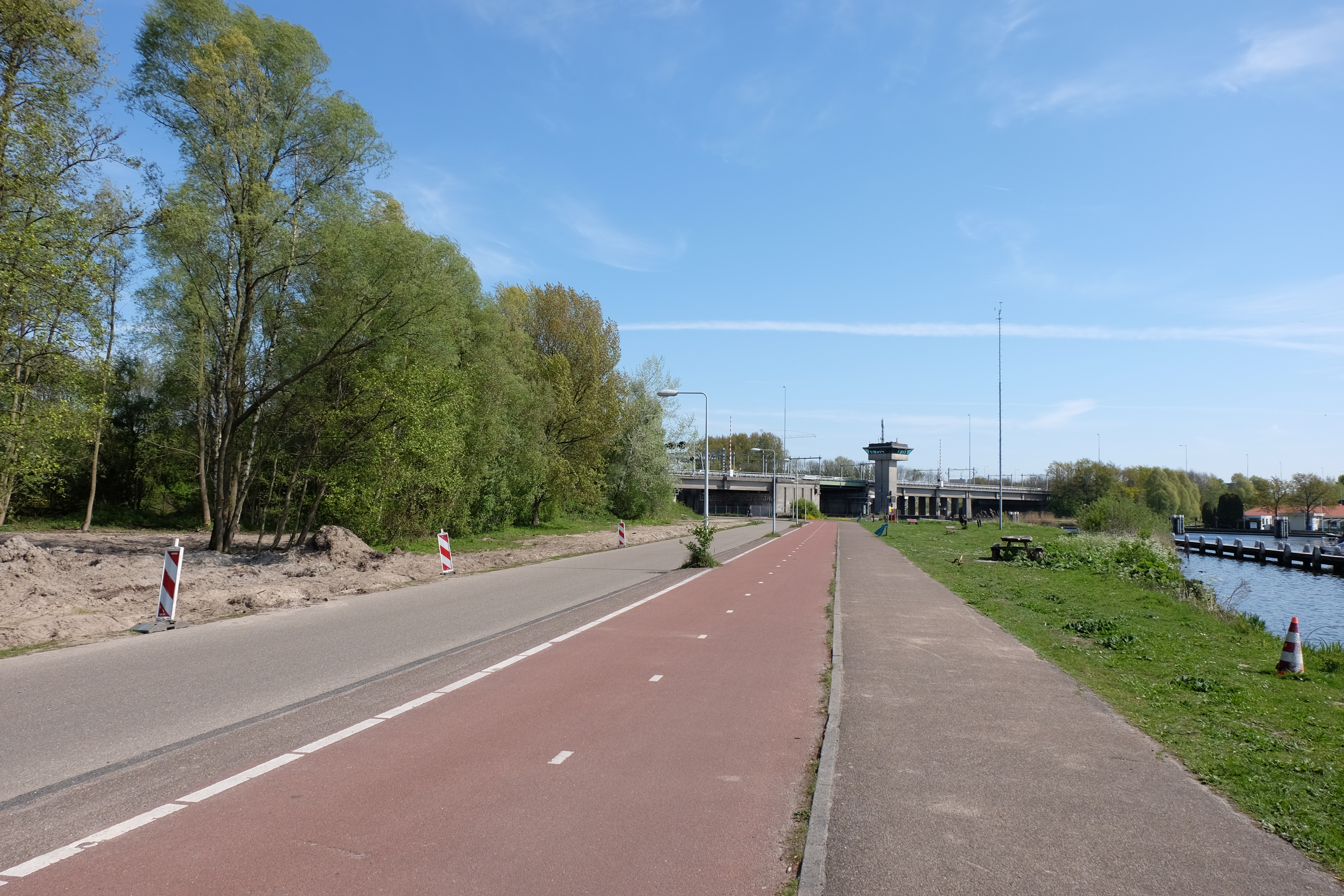
Langs de Nieuwe Meer